# Жирянка моранская
Жиря́нка мора́нская (лат. Pinguícula moranénsis) — многолетнее насекомоядное растение; вид рода Жирянка (Pinguicula) семейства Пузырчатковые (Lentibulariaceae). Естественный ареал — Мексика и Гватемала. Вид открыт Александром фон Гумбольдтом и Эме Бонпланом во время их экспедиции в Южную Америку (1799—1804). Впервые описан Гумбольдтом и Бонпланом, вместе с Карлом Кунтом в книге Nova Genera et Species Plantarum, изданной в 1817 году. Вид очень изменчив, со временем несколько его разновидностей были выделены в самостоятельные виды, отличающимися ареалом и морфологическими особенностями.
Научное название рода Жирянка — Pinguicula — происходит от лат. «pinguis», что означает «жир». Оно было дано из-за «масляных» листьев растения. Видовой эпитет — moranensis — происходит от названия местности Mina de Morán (теперь штат Идальго в Мексике), где вид был открыт.

## Классификация

### Разновидности
После долгих споров, учёные пришли к выводу, что вид Жирянка моранская имеет две разновидности, различающиеся формой листьев зимней розетки:
- Pinguicula moranensis var. moranensis H.B.K.
- Pinguicula moranensis var. neovolcanica H.B.K.

### Таксономическое положение
Вид Жирянка моранская входит в род Жирянка (Pinguicula) семейства Пузырчатковые (Lentibulariaceae) порядка Ясноткоцветные (Lamiales).
|  |                        |  |                                                                     |                                                                     |                          |  | роды Пузырчатка и Генлисея | роды Пузырчатка и Генлисея   |                              |  |  |  | секции Crassifolia, Homophyllum, Longitubus, Nana, Orchidioides и Pinguicula | секции Crassifolia, Homophyllum, Longitubus, Nana, Orchidioides и Pinguicula |                 |  |  |  |  |
|  |                        |  |                                                                     |                                                                     |                          |  | роды Пузырчатка и Генлисея | роды Пузырчатка и Генлисея   |                              |  |  |  | секции Crassifolia, Homophyllum, Longitubus, Nana, Orchidioides и Pinguicula | секции Crassifolia, Homophyllum, Longitubus, Nana, Orchidioides и Pinguicula | 2 разновидности |  |  |  |  |
|  |                        |  |                                                                     | семейство Пузырчатковые                                             |                          |  |                            |                              | подрод Pinguicula            |  |  |  |                                                                              | вид Жирянка моранская (Pinguicula moranensis)                                |                 |  |  |  |  |
|  |                        |  |                                                                     | семейство Пузырчатковые                                             |                          |  |                            |                              | подрод Pinguicula            |  |  |  |                                                                              | вид Жирянка моранская (Pinguicula moranensis)                                |                 |  |  |  |  |
|  | порядок Ясноткоцветные |  |                                                                     |                                                                     | род Жирянка (Pinguicula) |  |                            |                              | секция Orcheosanthus         |  |  |  |                                                                              |                                                                              |                 |  |  |  |  |
|  | порядок Ясноткоцветные |  |                                                                     |                                                                     |                          |  |                            |                              |                              |  |  |  |                                                                              |                                                                              |                 |  |  |  |  |
|  |                        |  | ещё 21 семейство, в том числе Яснотковые, Норичниковые и Маслиновые | ещё 21 семейство, в том числе Яснотковые, Норичниковые и Маслиновые |                          |  |                            | подроды Isoloba и Temnoceras | подроды Isoloba и Temnoceras |  |  |  | ещё 11 видов                                                                 | ещё 11 видов                                                                 |                 |  |  |  |  |
|  |                        |  |                                                                     | ещё 21 семейство, в том числе Яснотковые, Норичниковые и Маслиновые |                          |  |                            |                              | подроды Isoloba и Temnoceras |  |  |  |                                                                              | ещё 11 видов                                                                 |                 |  |  |  |  |

## Ботаническое описание
Листовые пластинки летней розетки жирянки моранской гладкие, суккулентные, цвет их варьирует от жёлто-зелёного до бордового, каплевидной или округлой формы, 5,5—13 см длиной, с черешком 1—3,5 см длиной. Они густо покрыты железами, выделяющими клейкую жидкость, служащую для ловли насекомых, а также пищеварительными железами. Зимняя розетка в диаметре 2—3(5) см, без желез, состоит из 60—100 листьев 10—30 мм длиной и 3—8 мм шириной, покрытых волосками.
За период цветения, одно растение даёт от 1 до 7 одиночных цветков. Цветоножки длинные, 10—25 см длиной, прямостоячие, зелёные или зелёно-коричневые, покрыты железистыми волосками. Сами цветки 30—50 мм длиной, состоят из 5 лепестков, цвет которых сильно варьирует — от розового до сиреневого или белого.

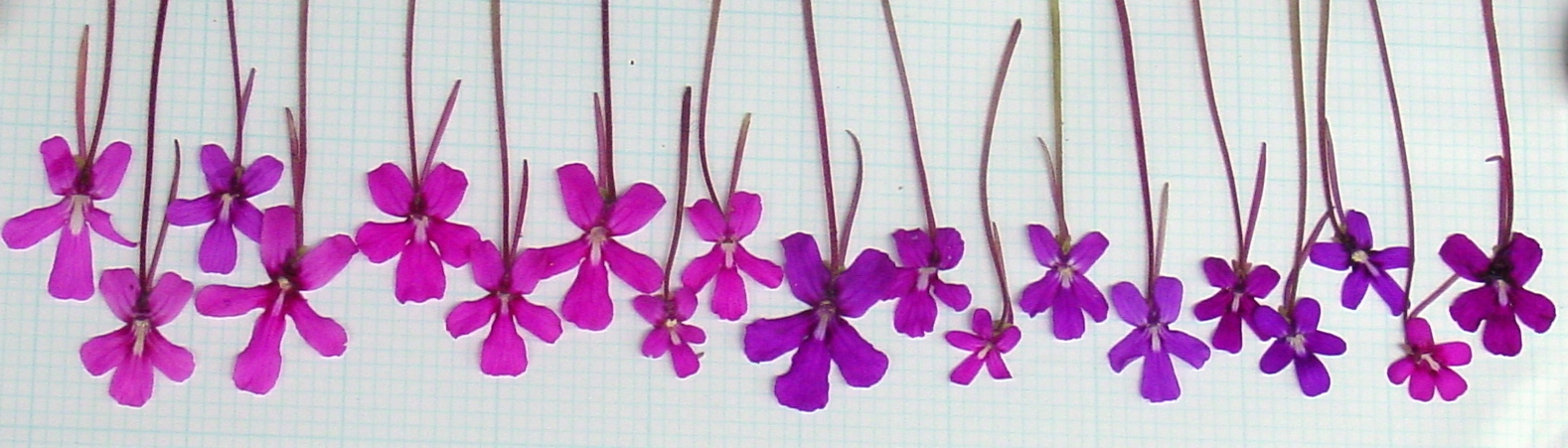
Цвет и размер лепестков жирянки моранской очень изменчив.

Плод — коробочка, содержащая множество семян 1 мм длиной.

## Культивирование
Известны следующие сорта жирянки моранской:
| Название сорта                                                     | Происхождение                        | Описание                                                                 |
| ------------------------------------------------------------------ | ------------------------------------ | ------------------------------------------------------------------------ |
| Pinguicula 'George Sargent' Hort. Slack                            | P. moranensis × gypsicola            | Сиреневые цветки, крупные зимние розетки.                                |
| Pinguicula 'Hameln' Hort. Studnicka                                | P. gypsicola × moranensis            | Листья широкие.                                                          |
| Pinguicula 'John Rizzi' Hort. D'Amato                              | P. moranensis × ?                    | Крупные цветки, овальные листья.                                         |
| Pinguicula 'Mitla' Hort. Studnicka                                 | P. gypsicola × moranensis            | Листья широкие.                                                          |
| Pinguicula 'Pirouette' Hort. J.Brittnacher, B.Meyers-Rice & L.Song | P. agnata × (moranensis × ehlersiae) | Листья розового цвета.                                                   |
| Pinguicula 'Sethos' Hort. Slack                                    | P. ehlersiae × moranensis            | Цветки крупные, с белым центром.                                         |
| Pinguicula 'Weser' Hort. Slack                                     | P. moranensis × ehlersiae            | Цветки крупные, с белой линией посредине нижнего лепестка, жилки тёмные. |